# Sharon Hambrook
Sharon Hambrook (Calgary, 28 de março de 1963) é uma nadadora sincronizada canadiana, medalhista olímpica.

## Carreira
Sharon Hambrook representou seu país nos Jogos Olímpicos de 1984, ganhando a medalha de prata no dueto em 1984, com a parceira Kelly Kryczka.  É atualmente comentarista da TV canadense.